# Catolé do Rocha (gemeente)
Catolé do Rocha is een gemeente in de Braziliaanse deelstaat Paraíba. De gemeente telt 28.468 inwoners (schatting 2009).
De gemeente grenst aan Brejo dos Santos, Riacho dos Cavalos, Jericó, Brejo do Cruz, Belém do Brejo do Cruz, São Bento, João Dias en Patu.